# Memoriale alle vittime di atti terroristici in Israele

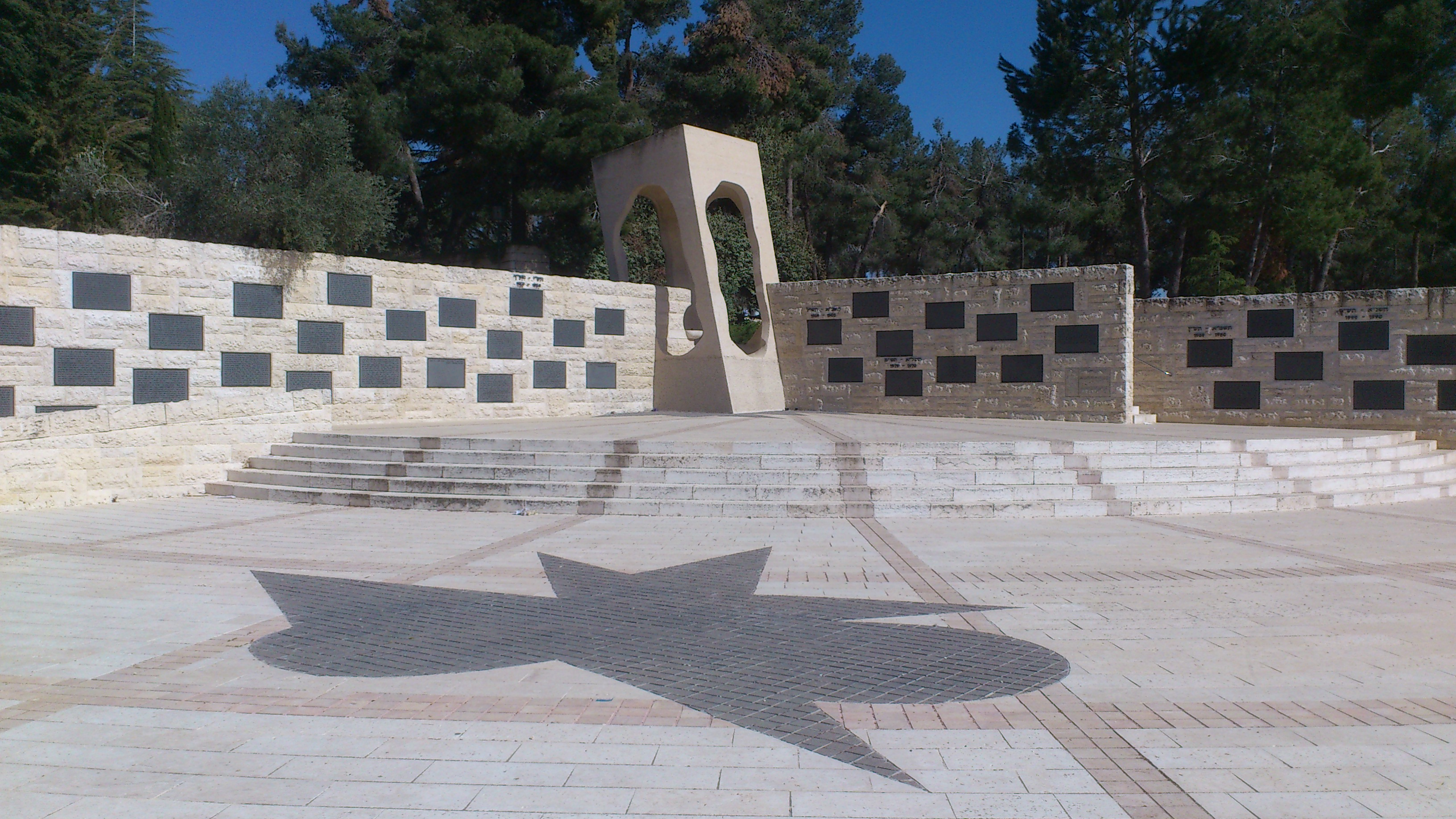

Il Memoriale alle vittime di atti terroristici in Israele (אנדרטת חללי פעולות האיבה, Andartat Halalei Pe'ulot HaEiva) è un monumento a tutte le vittime del terrorismo in Israele dal 1851 in poi. Il monumento si trova al cimitero nazionale civile dello Stato d'Israele nel monte Herzl a Gerusalemme e comprende i nomi di ebrei e non ebrei che sono stati uccisi in atti di terrorismo.

## Galleria d'immagini

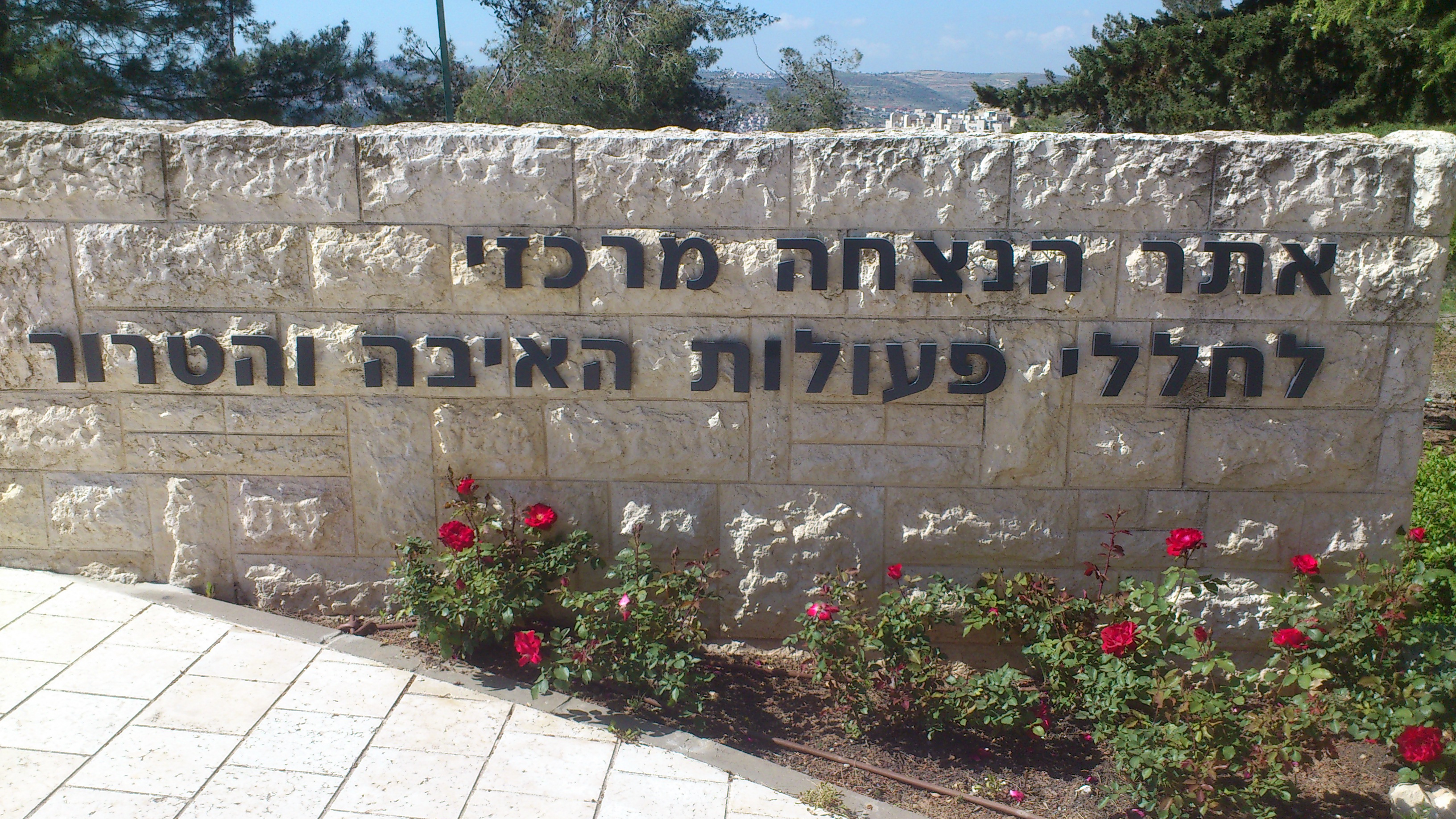
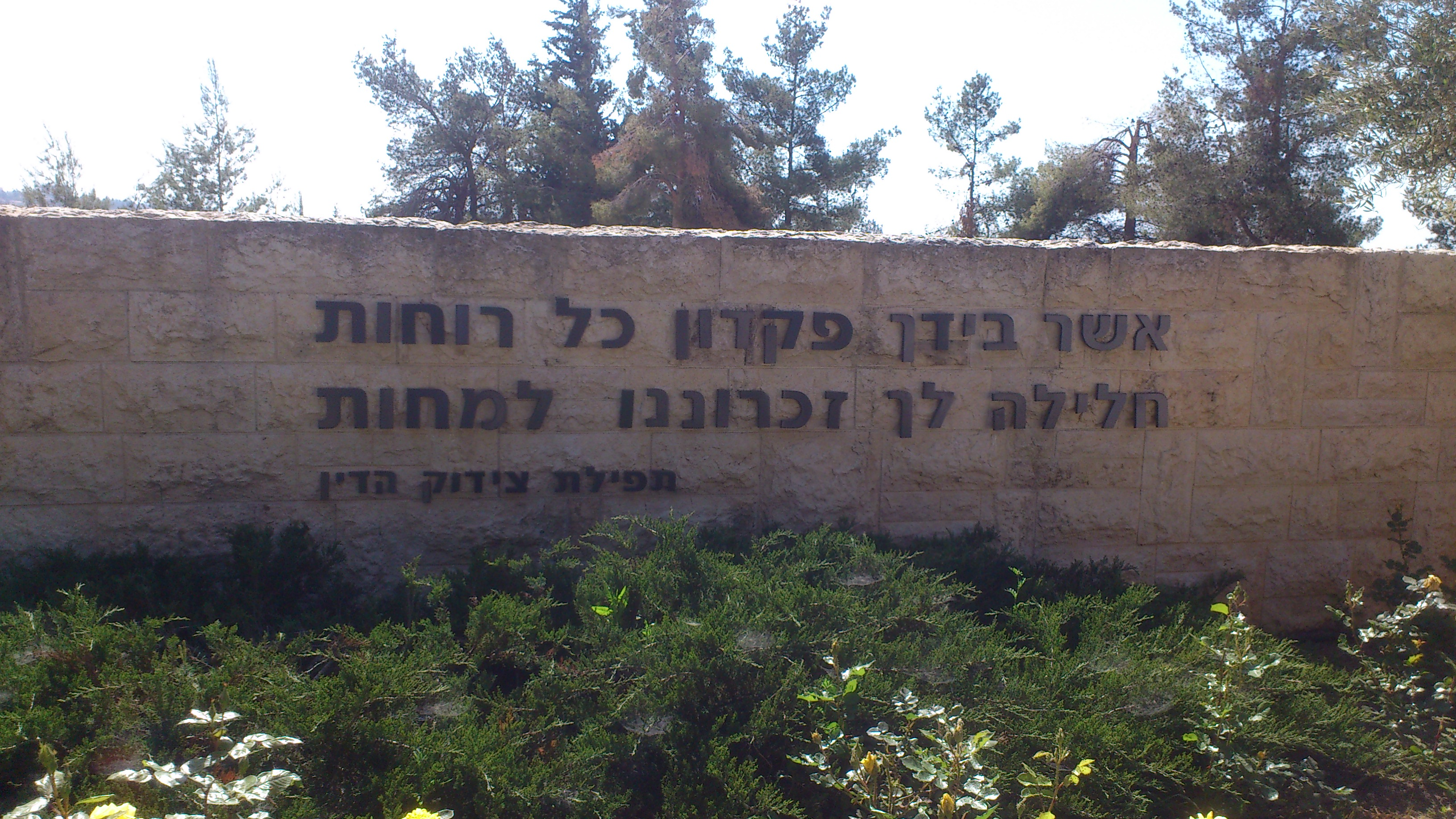
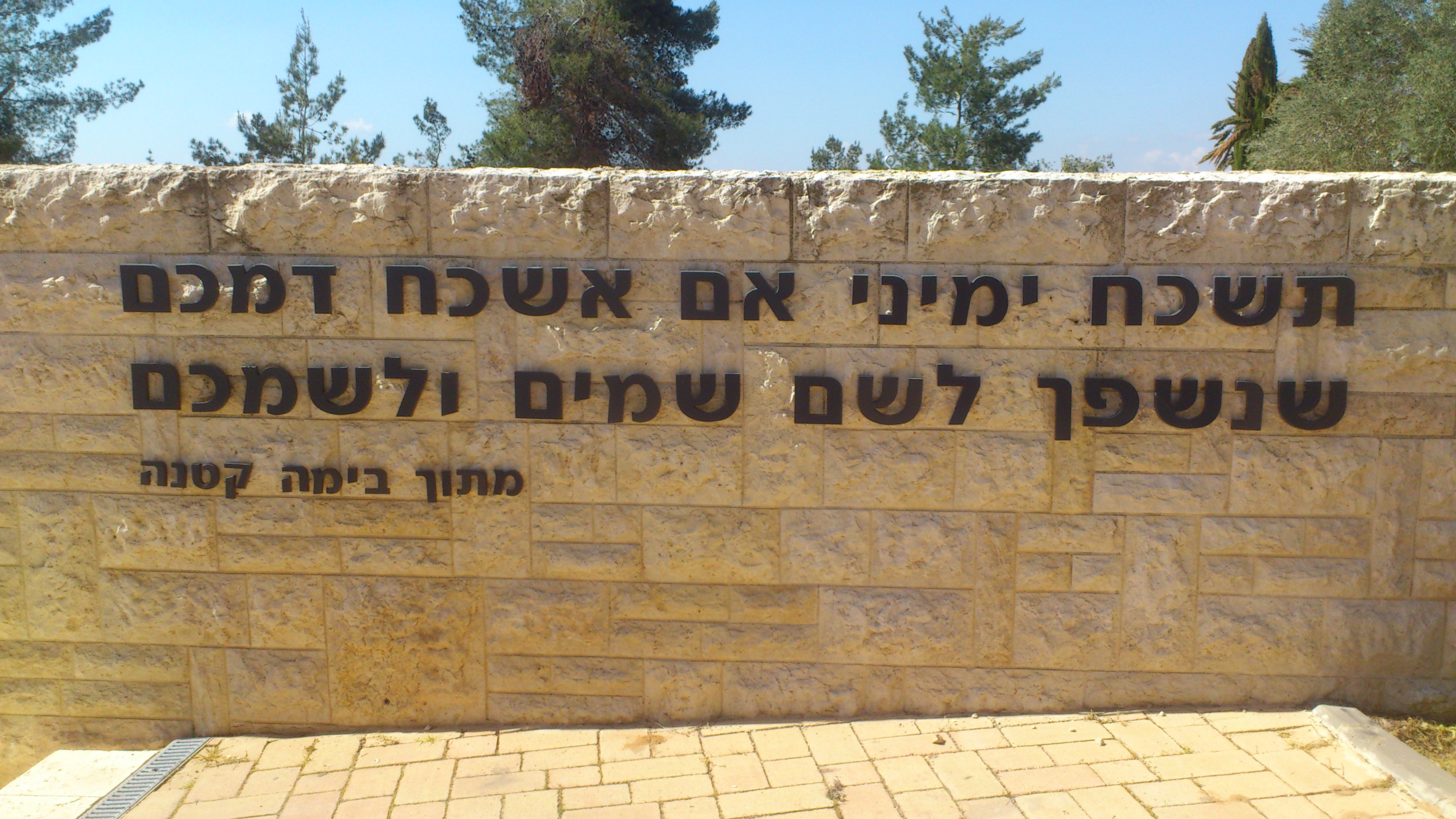
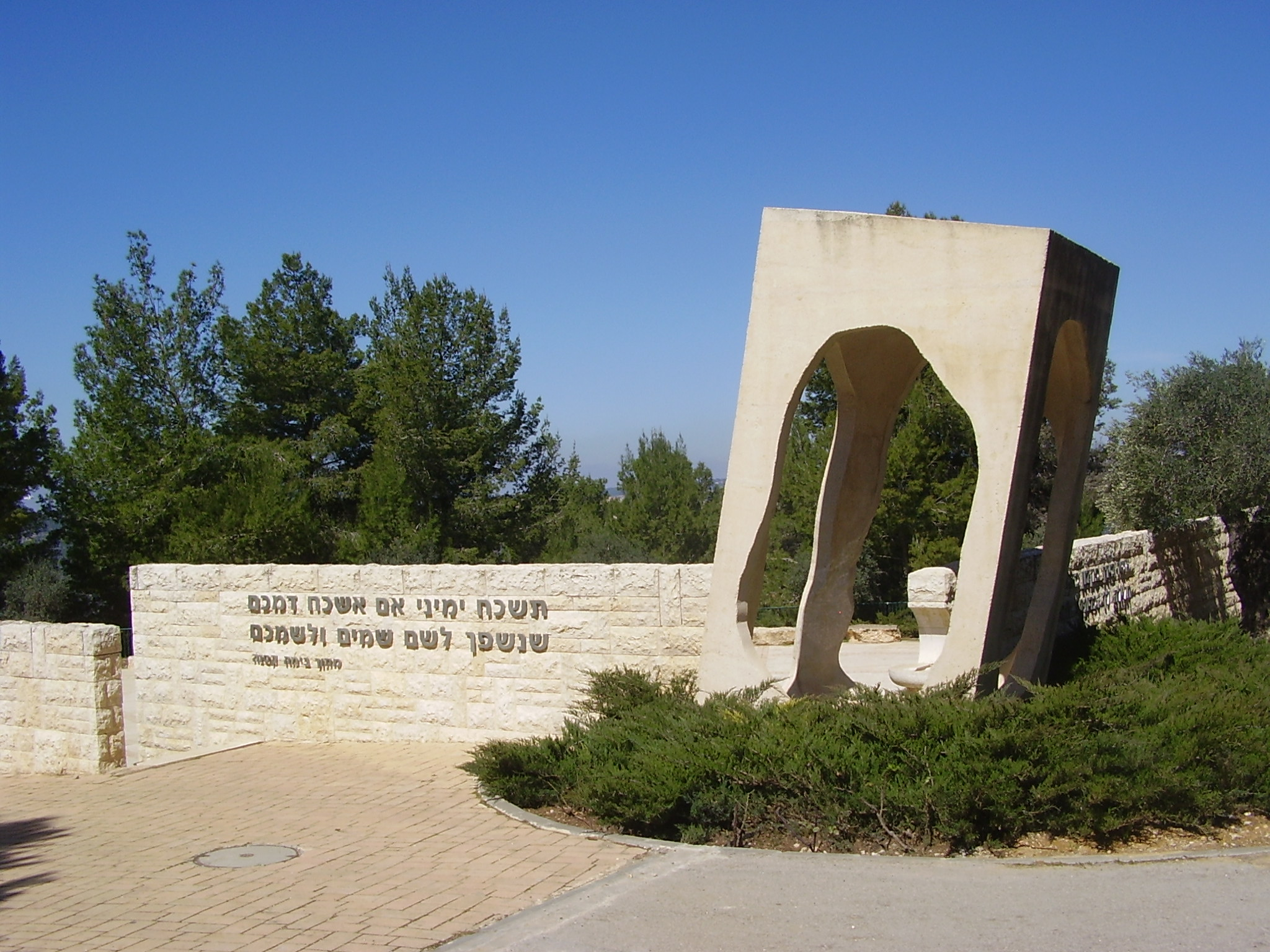
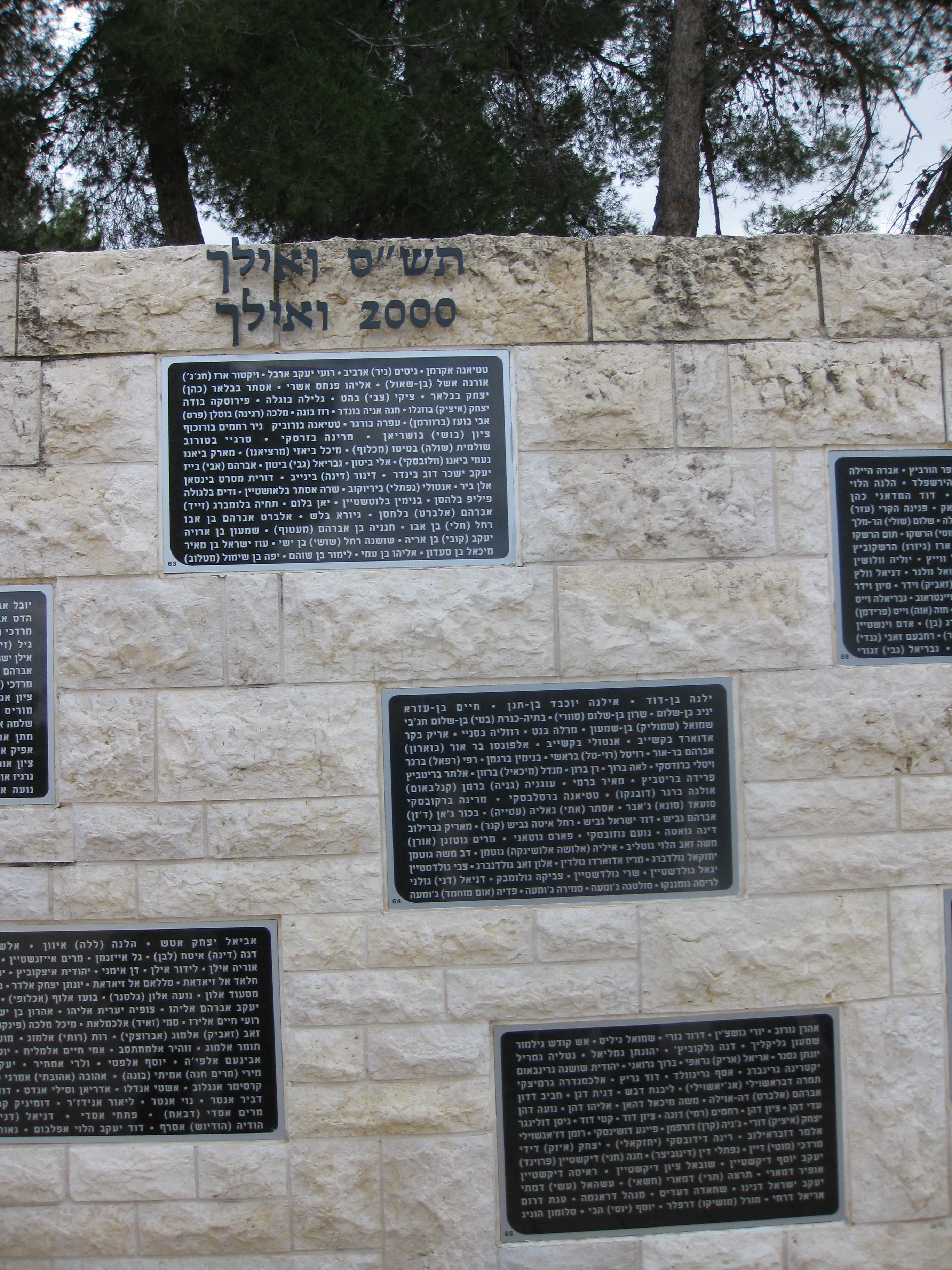